# Noltjärnet
Noltjärnet är en sjö i Säffle kommun i Värmland och ingår i Göta älvs huvudavrinningsområde.